# Black Dragon Records
La Black Dragon Records è un'etichetta discografica indipendente con base a Parigi in Francia. Negli anni ottanta fu uno dei punti di riferimento nel campo dell'heavy metal, occupandosi delle edizioni originali in vinile degli album di band quali Manilla Road, Candlemass, Liege Lord e Savage Grace. Negli ultimi vent'anni la società non ha più pubblicato alcun disco, ma, nonostante ciò, nel 2020 appare ancora fiscalmente attiva.

## Storia
Venne fondata nel 1984 da Agnes e Michel Desgranges che si dedicarono alla ricerca di gruppi metal che destassero il loro interesse. Il primo contratto venne stipulato con i Savage Grace, che in precedenza avevano già realizzato un EP con la Metal Blade, per la pubblicazione del loro album d'esordio Master of Disguise uscito nel 1985. Il secondo disco fu invece Open the Gates dei Manilla Road; della stessa band la Black Dragon pubblicò anche i sei album successivi. Nel 1986 diede alle stampe Epicus Doomicus Metallicus, il primo disco dei Candlemass che divenne uno dei maggiori successi commerciali dell'etichetta.
La casa discografica si occupò anche di distribuzioni a livello europeo di album provenienti dagli Stati Uniti, in particolar modo delle produzioni legate al chitarrista David T. Chastain; inoltre creò il marchio High Dragon specializzato nel settore hard rock con il quale pubblicò, tra gli altri, alcuni album dei Peer Günt. Nella prima metà degli anni novanta si dedicò anche alle ristampe in CD di album usciti nel precedente decennio.

## Catalogo
- BD 001 Savage Grace – Master of Disguise (1985)
- BD 002 Manilla Road – Open the Gates (1985)
- BD 003 Exxplorer – Symphonies of Steel (1985)
- BD 004 Liege Lord – Freedom's Rise (1985)
- BD 005 Steel Vengeance – Call of the Dogs (1985)
- BD 006 Castle Blak – Babes in Toyland (1985)
- BD 007 Chastain's CJSS – World Gone Mad (1986)
- BD 008 Heir Apparent – Graceful Inheritance (1986)
- BD 009 D.C. LaCroix – Crack of Doom  (1986)
- BD 010 Manilla Road – The Deluge  (1986)
- HD 011 Kooga – Across the Water  (1986)
- BD 012 Savage Grace – After the Fall from Grace  (1986)
- BD 013 Candlemass – Epicus Doomicus Metallicus  (1986)
- BD 014 Ded Engine – Ded Engine (1985)
- BD 015 Sacred Blade – Of the Sun + Moon  (1986)
- BD 016 Chastain's CJSS – Praise the Loud  (1986)
- BD 017 Steel Vengeance – Second Offense  (1986)
- BD 018 Manilla Road – Crystal Logic  (1986)
- BD 019 Anthem – Tightrope  (1986)
- HD 020 Castle Blak – Another Dark Carnival  (1986)
- HD 021 The Cherry Bombz – Coming Down Slow  (1987)
- HD 022 Peer Günt – Backseat  (1986)
- BD 023 Mace – The Evil in Good  (1987)
- BD 024 Manilla Road – Mystification  (1987)
- BD 025 Chastain – The 7th of Never (1987)
- HD 026 Smack – Live Desire (1986)
- BD 027 Mayhem – Burned Alive (1987)
- BD 028 Steel Vengeance – Prisoners (1987)
- BD 029 David T. Chastain – Instrumental Variations (1987)
- HD 030 Peer Günt – Good Girls Don't… (1987)
- HD 031 James Young – Out on a Day Pass (1988)
- HD 032 April 16th – Sleepwalking (1988)
- BD 033 Manilla Road – Roadkill (1988)
- BD 034 Sacred Child – Sacred Child (1987)
- BD 035 Flames – Summon the Dead (1988)
- BD 036 Lars Eric Mattsson – Eternity (1988)
- BD 037 Manilla Road – Out of the Abyss (1988)
- BD 038 Druid – Vampire Cult (1989)
- HD 039 Peer Günt – Fire Wire (1988)
- BD 040 Steel Vengeance – Never Lettin' Go (1988)
- BD 041 Lars Eric Mattsson – No Surrender (1989)
- BD 042 St. Elmos Fire – Powerdrive (1990)
- HD 043 Peer Günt – Years on the Road (1989)
- BD 044 Chastain's CJSS – Retrospect (1990)
- BD 045 Manilla Road – The Courts of Chaos (1990)
- BD 046 Dofka – Toxic Wasteland (1990)
- HD 047 Peer Günt – Don't Mess With the Countryboys (1990)
- BD 048 Steel Vengeance – Live Amongst the Dead (1991)
- BD 049 David T. Chastain – Elegant Seduction (1991)
- BD 050 Lars Eric Mattsson – Electric Voodoo (1991)
- BD 051 Michael Harris – Defense Mechanizms (1991)
- BD 052 Metal Without Mercy – Volume I (compilation di vari artisti, 1992)
- BD 053 Manilla Road – The Circus Maximus (1992)
- BD 054 David T. Chastain / Michael Harris – Live! Wild and Truly Diminished!! (1992)
- BD 055 St. Elmos Fire – Desperate Years (1992)
- BD 056 Excruciating Pain – Thou Shall Choose (1993)